# Hugh Pyle
Hugh Pyle (Sídney, 21 de septiembre de 1988) es un jugador australiano de rugby que se desempeña como segunda línea.

## Carrera
En mayo de 2014 el Stade Français anunció que había contratado al jugador por dos temporadas. Pyle fue una figura importante en el plantel que obtuvo el campeonato francés tras casi una década y que ganó la primera copa internacional del club.
Al finalizar su contrato renovó con el club parisino y actualmente juega en él.

## Palmarés
- Campeón de la Copa Desafío de 2016–17.
- Campeón del Top 14 de 2014–15.